# Station Baasrode-Zuid
Station Baasrode-Zuid is een spoorwegstation langs spoorlijn 53 (Schellebelle - Leuven) nabij Baasrode, een deelgemeente van de stad Dendermonde. Het is nu een stopplaats.
Hoewel de naam anders doet vermoeden ligt station Baasrode-Zuid op de grens van Lebbeke met Buggenhout. Het bevindt zich op twee kilometer van het centrum van Baasrode en op ongeveer 300 meter van de grens van Baasrode met Lebbeke. Dichter bij het dorp is er op de voormalige spoorlijn 52 ook een station Baasrode-Noord, dat thans een onderdeel vormt van de stoomspoorlijn Dendermonde-Puurs.
Baasrode-Zuid is een stopplaats met de gebruikelijke voorzieningen. De stationsomgeving werd in 2002 heraangelegd. Hierdoor beschikt Baasrode-Zuid over een volledig verhard perron op de nieuwe standaardhoogte.
Hoewel Baasrode-Zuid slechts een kleine stopplaats is (volgens de cijfers van 2009 amper 153 reizigers per gemiddelde weekdag, geen weekendbediening) beschikt het toch over twee relatief ruime fietsenstallingen. De kleinste bevindt zich nabij perron 2 (zie foto). Langsheen perron 1 is er echter nog een fietsenstalling die minstens dubbel zo groot is. Niettemin het station zoals gezegd recent volledig vernieuwd is, zijn beide rekken nog van het oude type.

## Galerij

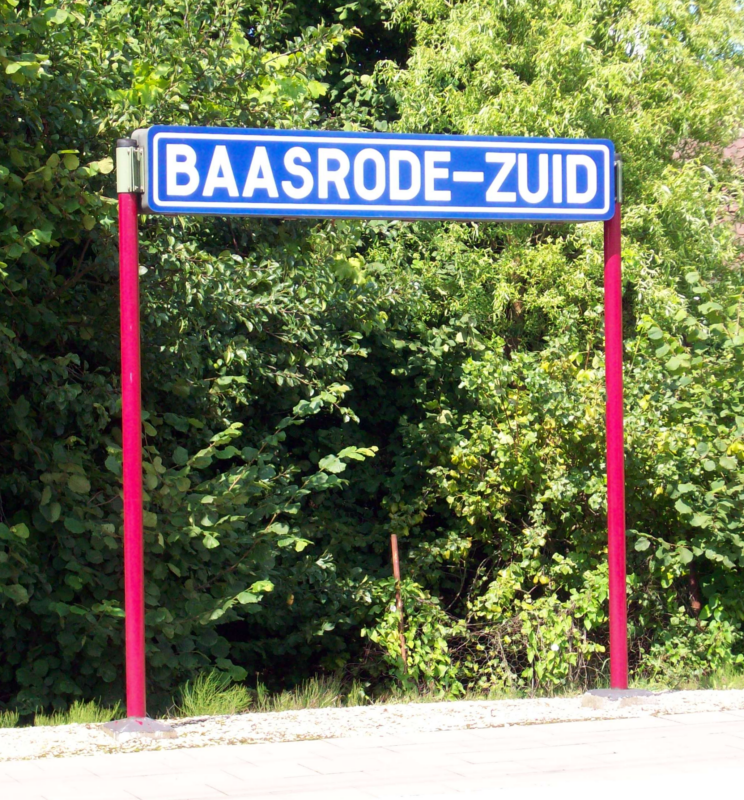
Naambord station Baasrode-Zuid
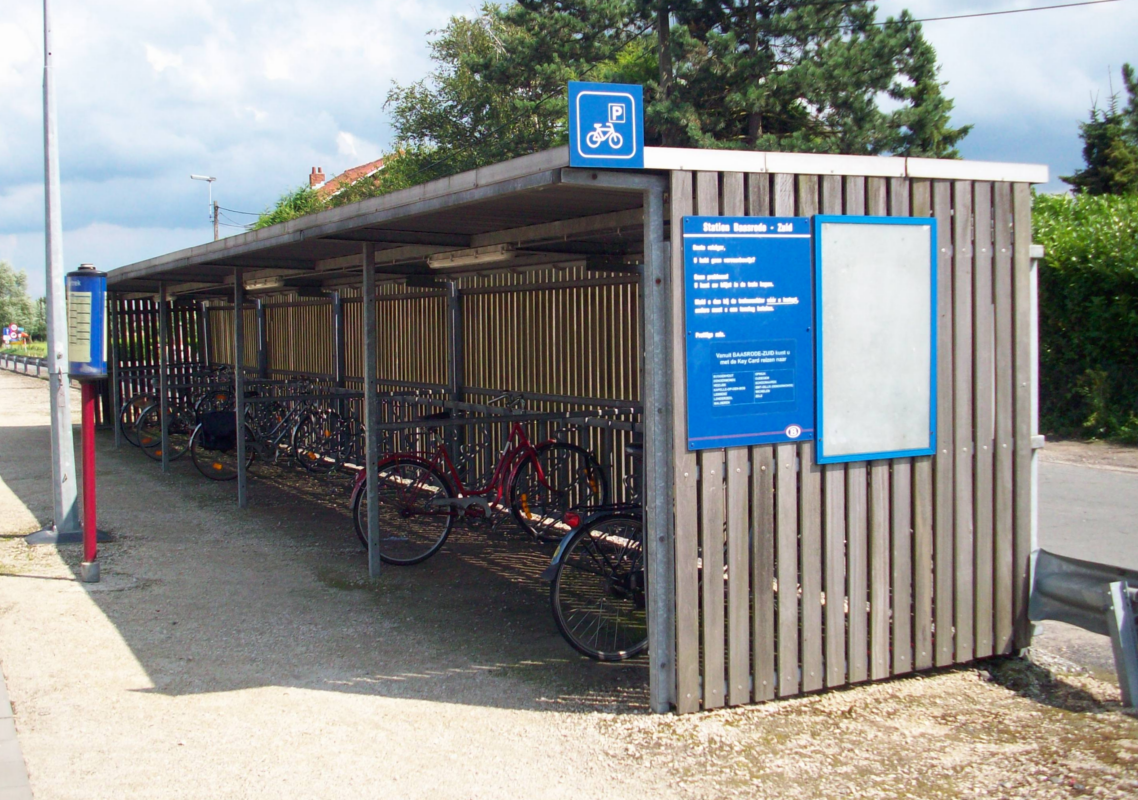
Fietsenstalling nabij perron 2
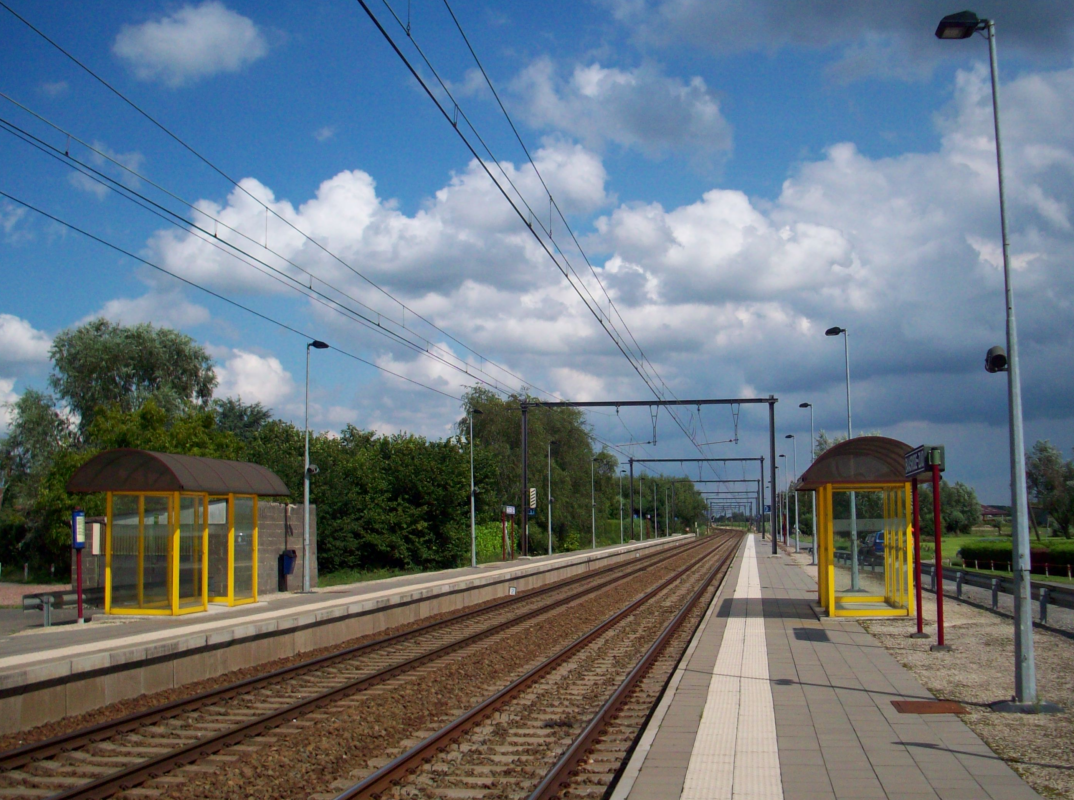
De perrons

## Treindienst
| Serie       | Treinsoort          | Route | Bijzonderheden |
| ----------- | ------------------- | --- | --- |
| L 550       | L-trein (NMBS)      | Mechelen – Baasrode-Zuid – Dendermonde – Gent-Sint-Pieters – Brugge – [ Zeebrugge-Strand ] / [ Zeebrugge-Dorp ] | Rijdt in het weekend tussen Zeebrugge-Strand - Gent-Sint-Pieters. Rijdt enkel in juli en augustus in de week tussen Zeebrugge-Strand - Mechelen. |
| P 7090/8090 | Piekuurtrein (NMBS) | [ Sint-Niklaas – ] / [ Dendermonde – Baasrode-Zuid – ] Mechelen – Leuven                                        | Rijdt alleen op werkdagen. Een trein van Dendermonde naar Gent-Sint-Pieters.                                                                     |
| P 7390/8390 | Piekuurtrein (NMBS) | [ Sint-Niklaas – ] / [ Dendermonde – Baasrode-Zuid – ] Mechelen – Leuven                                        | Rijdt alleen op werkdagen. |

## Reizigerstellingen
De grafiek en tabel geven het gemiddeld aantal instappende reizigers weer op een week-, zater- en zondag.
| Tabel: aantal instappende reizigers station Baasrode-Zuid | Tabel: aantal instappende reizigers station Baasrode-Zuid | Tabel: aantal instappende reizigers station Baasrode-Zuid | Tabel: aantal instappende reizigers station Baasrode-Zuid |
|                                                           | Weekdag                                                   | Zaterdag                                                  | Zondag                                                    |
| --------------------------------------------------------- | --------------------------------------------------------- | --------------------------------------------------------- | --------------------------------------------------------- |
| 1977                                                      | 137                                                       | 12                                                        | 11                                                        |
| 1978                                                      | 141                                                       | 8                                                         | 3                                                         |
| 1979                                                      | 143                                                       | 5                                                         | -                                                         |
| 1980                                                      | 162                                                       | 3                                                         | -                                                         |
| 1981                                                      | 183                                                       | -                                                         | -                                                         |
| 1982                                                      | 133                                                       | -                                                         | -                                                         |
| 1983                                                      | 153                                                       |                                                           | -                                                         |
| 1984                                                      | 159                                                       | 9                                                         | 5                                                         |
| 1985                                                      | 139                                                       | 17                                                        | 14                                                        |
| 1986                                                      | 122                                                       | 15                                                        | 14                                                        |
| 1987                                                      | 139                                                       | 15                                                        | 21                                                        |
| 1988                                                      | 151                                                       | 13                                                        | 12                                                        |
| 1989                                                      | 165                                                       | 12                                                        | 9                                                         |
| 1990                                                      | 151                                                       | 22                                                        | 22                                                        |
| 1991                                                      | 183                                                       | 13                                                        | 13                                                        |
| 1992                                                      | 152                                                       | 17                                                        | 7                                                         |
| 1993                                                      | 144                                                       | 11                                                        | 9                                                         |
| 1994                                                      | 145                                                       | -                                                         | -                                                         |
| 1995                                                      | 99                                                        | -                                                         | -                                                         |
| 1996                                                      | 107                                                       | -                                                         | -                                                         |
| 1997                                                      | 110                                                       | -                                                         | -                                                         |
| 1998                                                      | 132                                                       | -                                                         | -                                                         |
| 1999                                                      | 133                                                       | -                                                         | -                                                         |
| 2000                                                      | 146                                                       | -                                                         | -                                                         |
| 2001                                                      | 99                                                        | -                                                         | -                                                         |
| 2002                                                      | 104                                                       | -                                                         | -                                                         |
| 2003                                                      | 103                                                       | -                                                         | -                                                         |
| 2004                                                      | 107                                                       | -                                                         | -                                                         |
| 2005                                                      | 90                                                        | -                                                         | -                                                         |
| 2006                                                      | 136                                                       | -                                                         | -                                                         |
| 2007                                                      | 127                                                       | -                                                         | -                                                         |
| 2008                                                      | -                                                         | -                                                         | -                                                         |
| 2009                                                      | 153                                                       | -                                                         | -                                                         |
| 2010                                                      | -                                                         | -                                                         | -                                                         |
| 2011                                                      | -                                                         | -                                                         | -                                                         |
| 2012                                                      | 169                                                       | -                                                         | -                                                         |
| 2013                                                      | 174                                                       | -                                                         | -                                                         |
| 2014                                                      | 162                                                       | -                                                         | -                                                         |
| 2015                                                      | 117                                                       | -                                                         | -                                                         |
| 2016                                                      | 159                                                       | -                                                         | -                                                         |
| 2017                                                      | 176                                                       | -                                                         | -                                                         |
| 2018                                                      | 182                                                       | -                                                         | -                                                         |
| 2019                                                      | 216                                                       | -                                                         | -                                                         |
| 2020                                                      | 126                                                       | -                                                         | -                                                         |
| 2021                                                      | -                                                         | -                                                         | -                                                         |
| 2022                                                      | 194                                                       | -                                                         | -                                                         |
| 2023                                                      | 195                                                       | -                                                         | -                                                         |
| 2024                                                      | 237                                                       | -                                                         | -                                                         |

0,0: Schellebelle ·
2,8: Wichelen ·
5,8: Schoonaarde ·
9,7: Oudegem ·
12,5: Dendermonde ·
16,2: Baasrode-Zuid ·
18,2: Koude Haard ·
19,6: Buggenhout ·
21,6: Malderen ·
23,3: Molenheide ·
26,4: Londerzeel ·
28,2: Londerzeel-Oost ·
29,0: Ramsdonk ·
31,0: Kapelle-op-den-Bos ·
34,9: Heike ·
36,6: Hombeek ·
38,8: Brusselsesteenweg ·
39,6: Mechelen ·
42,6: Muizen ·
44,5: Hever ·
46,2: Biststraat ·
48,1: Boortmeerbeek ·
51,4: Haacht ·
52,5: Wespelaar-Heike ·
53,4: Wespelaar-Tildonk ·
55,8: Hambos ·
58,3: Wakkerzeelsesteenweg ·
59,4: Wijgmaal ·
64,1: Leuven